# Irans håndboldlandshold (herrer)
Irans håndboldlandshold for mænd er det mandlige landshold i håndbold for Saudi-Arabien. Det repræsenterer landet i internationale håndboldturneringer.

## Resultater

### VM
- 2015 – 21. plads
- 2023 –24. plads

### Asienmesterskabet
- 1989: 8.-plads
- 1991: 11.-plads
- 1993: 9.-plads
- 2000: 5.-plads
- 2002: 5.-plads
- 2004: 7.-plads
- 2006: 4.-plads
- 2008: 4.-plads
- 2010: 7.-plads
- 2012: 5.-plads
- 2014:  Bronze